# غانيش مان سينغ
غانيش مان سينغ (بالنيبالية: गणेशमान सिंह) هو سياسي نيبالي، ولد في 9 نوفمبر 1915 في كاتماندو في نيبال، وتوفي بنفس المكان في 1 سبتمبر 1997. حزبياً، نشط في المؤتمر النيبالي. وقد انتخب عضو برلمان نيبال.